# Sean Cody
Sean Cody es un estudio de pornografía gay fundado en 2001. El sitio web presenta, predominantemente, hombres jóvenes, musculosos, en escenas solistas y hardcore sin condón; por esto, Sean Cody se ha vuelto uno de los estudios de pornografía más populares de internet. Sean Cody tiene una estricta selección de modelos, con contratos que no requieren experiencia pornográfica previa. Fue dirigido por la empresa Cody Media Inc. desde 2003 hasta 2015, cuando se vendió al conglomerado MindGeek (que posee otros estudios competidores como Men.com).
Un artículo de 2014 de la revista Slate explicó cómo "MindGeek se ha convertido en el monopolio del porno, colocando a los miembros de la industria en la posición paradójica de trabajar para la misma compañía que se beneficia de la piratería de su trabajo".

## Modelos
Los actores de Sean Cody incluyen al modelo de ropa interior Simon Dexter; Aaron Savvy, un modelo de fitness y Ultimate Fighter que apareció en Hole in the Wall, un reality show de televisión; y Dayton O'Connor, Colby Keller, Paul Wagner y Brady Jensen (Dayton, Colby, Barry y Jonah respectivamente), ahora actores porno profesionales. Dakota Cochrane, quien apareció en la 15.ª temporada de The Ultimate Fighter en FX, apareció como "Danny" en Sean Cody durante la segunda mitad de 2007, una decisión que ahora lamenta.
"Sean" (nombre real Ben) apareció en la serie True Life de MTV en diciembre de 2015, en un episodio titulado I Am a Gay-for-Pay Porn Star, donde habla de su familia y su carrera en el porno gay. El actor Forrest también aparece en el episodio.

## Controversias
Jason Andrews, quien apareció en el sitio bajo el seudónimo Addison en 2008, fue arrestado por asesinato en primer grado en 2010. Addison era muy popular entre los fanáticos y apareció en siete vídeos de abril a julio de 2008. Más tarde se declaró culpable del asesinato en primer grado y fue condenado a cadena perpetua sin posibilidad de libertad condicional.
En junio de 2010, Devon Hunter, un acompañante y modelo que había actuado en los vídeos de SeanCody con el nombre de Ryan, escribió un relato detallado de su experiencia mientras filmaba para la compañía, alegando que experimentó homofobia en el set y criticó las escenas gay-for-pay. Se inició un intenso debate internacional en muchos blogs sobre el tema gay for pay en la pornografía. Se intensificó cuando SeanCody dio a conocer la información personal de Hunter en represalia a Queerty.com, que recibió críticas intensas por las declaraciones y eliminó la publicación.
En 2010, George Duroy, fundador de la compañía pornográfica Bel Ami, concedió una entrevista a Towleroad y dijo lo siguiente en referencia a los actores gay-for-pay:

El porno "gay" nunca estuvo dominado por modelos homosexuales y, en el caso de Bel Ami, ni siquiera la mitad de los empleados son homosexuales (en los últimos tres años, han nacido siete bebés de nuestros empleados). El porno gay debería llamarse con más precisión "porno exclusivamente masculino". No lo veo necesariamente como una diferencia cultural: la mayoría de los modelos que trabajan para Corbin Fisher o Sean Cody también son heterosexuales. Conozco a algunos modelos homosexuales en EE. UU. que afirmaron ser heterosexuales para conseguir trabajo en algunos de los estudios estadounidenses.

En enero de 2012, la compañía matriz de SeanCody.com presentó una demanda en un tribunal federal contra 122 personas que compartían archivos no identificados por supuestamente intercambiar copias no autorizadas del primer vídeo sin preservativos del sitio, Brandon & Pierce Unwrapped, en diciembre de 2011. Esta fue la primera vez Sean Cody demandó por compartir archivos en línea.
En marzo de 2015, Teofil Brank, quien había modelado para Sean Cody con el nombre de Jarec Wentworth, fue arrestado por supuestamente extorsionar a un ejecutivo de Magicjack Vocaltec Ltd., Donald Burns, quien también es un destacado político republicano. Brank fue declarado culpable en julio de 2015. En octubre de 2015, Brank fue condenado a seis años de prisión.